# Wellpoint-Verfahren
Wellpointanlagen (Punktbrunnenanlagen) sind einfache Flachbrunnenanlagen zum Einsatz bei der Grundwasserabsenkung. Wellpoint-Anlagen sind Absenkungsvorrichtungen, bei denen das Filterrohr gleichzeitig als Saugrohr dient und direkt mit der Saugleitung verbunden ist.  Die Brunnen werden nicht gebohrt, sondern in den Boden eingespült.  Wellpointanlagen arbeiten als unvollkommene Vakuumanlagen. Das Vakuum wird lediglich zum Heben des Wassers benötigt, und nicht primär zur Entwässerung des Untergrundes.

## Verfahrenstechnik
Bei den Punktbrunnen werden in der Regel Brunnenrohre mit einem Durchmesser von 2 bis 4 Zoll verwendet.
Das Verfahren wird als Vakuumentwässerungsverfahren zur Entwässerung von Baugruben eingesetzt und wird bevorzugt bei feinkörnigen Böden angewandt, wobei die Kleinbrunnen im Abstand weniger Meter abgeteuft werden. Das untere Ende der Rohre ist auf einer Lange von 1 bis 2 m als Filterstrecke ausgebildet. Für die Brunnenherstellung ist kein Bohrloch erforderlich, da die Rohre mit einem entsprechend langen Aufsatzrohr unmittelbar in den Boden eingespült werden. Beim Einspülvorgang der Filter muss der Boden mit Spülwasser gesättigt und zusätzlich noch Wasser eingespült werden, bis Wasser entlang dem Aufsatzrohr nach oben steigt und an der Geländeoberfläche austritt. Das aufsteigende Wasser soll Feinteile des Bodens nach oben tragen und ausspülen. Auf diese Weise bildet sich ein wirksamer natürlicher Filter um das Filterrohr aus. Gleichzeitig bildet das aufsteigende Wasser eine gute Gleitschicht für Filter und Aufsatzrohr. Tritt beim Einspülen oben kein Wasser mehr aus, so ist die Spülwassermenge zu gering.
Wegen der kleinen Brunnenabmessung ist das Fassungsvermögen begrenzt, was selbst für kleine Anlagen eine große Anzahl von Brunnen erforderlich macht. Die Filterbrunnen werden gruppenweise an einem Strang zusammengeschlossen. Typische Abstände zwischen zwei Punktbrunnen sind 0,5 bis 3,0 m, je nach Durchlässigkeit des Bodens.
Mit einfachen Wellpoint-Anlagen können Absenktiefen von maximal 4 bis 6 m erreicht werden. Wenn eine größere Absenkung erforderlich ist, müssen entsprechend zu den Flachbrunnenanlagen, mehrstaffelige Anlagen eingebaut werden. Alternativ werden, bisweilen vor allem in den USA, zur Vermeidung mehrerer Staffeln sog. ejector systems (Wasserstrahlpumpen) in die Punktbrunnen eingebaut. Dabei wird Wasser unter hohem Druck über eine Düse im Filterbereich des Wellpoints in den aufgehenden Förderstrom gepresst und damit ein Vakuum zum Heben des Wassers erzeugt. Der Unterdruck ist lokal begrenzt und reicht nicht aus, um einen echten Unterdruckraum im Boden außerhalb des Brunnens aufzubauen.

## Vorteile
Gemäß dem Grundbau-Taschenbuch ergeben sich folgende Vorteile einer Wellpointanlage:
• Alle Teile der Anlage sind normiert. Bei entsprechendem Spülverfahren sind derartige Anlagen schnell aufgebaut, ein rascher Arbeitsbeginn ist deshalb möglich.
• Die Anlagen sind sehr anpassungsfähig an unerwartete oder nicht vorhersehbare Untergrundverhältnisse und bei Projektänderungen.
• Sie sind sehr wirtschaftlich.